# Bulbophyllum corolliferum
Bulbophyllum corolliferum är en orkidéart som beskrevs av Johannes Jacobus Smith. Bulbophyllum corolliferum ingår i släktet Bulbophyllum och familjen orkidéer. Inga underarter finns listade i Catalogue of Life.

## Bildgalleri

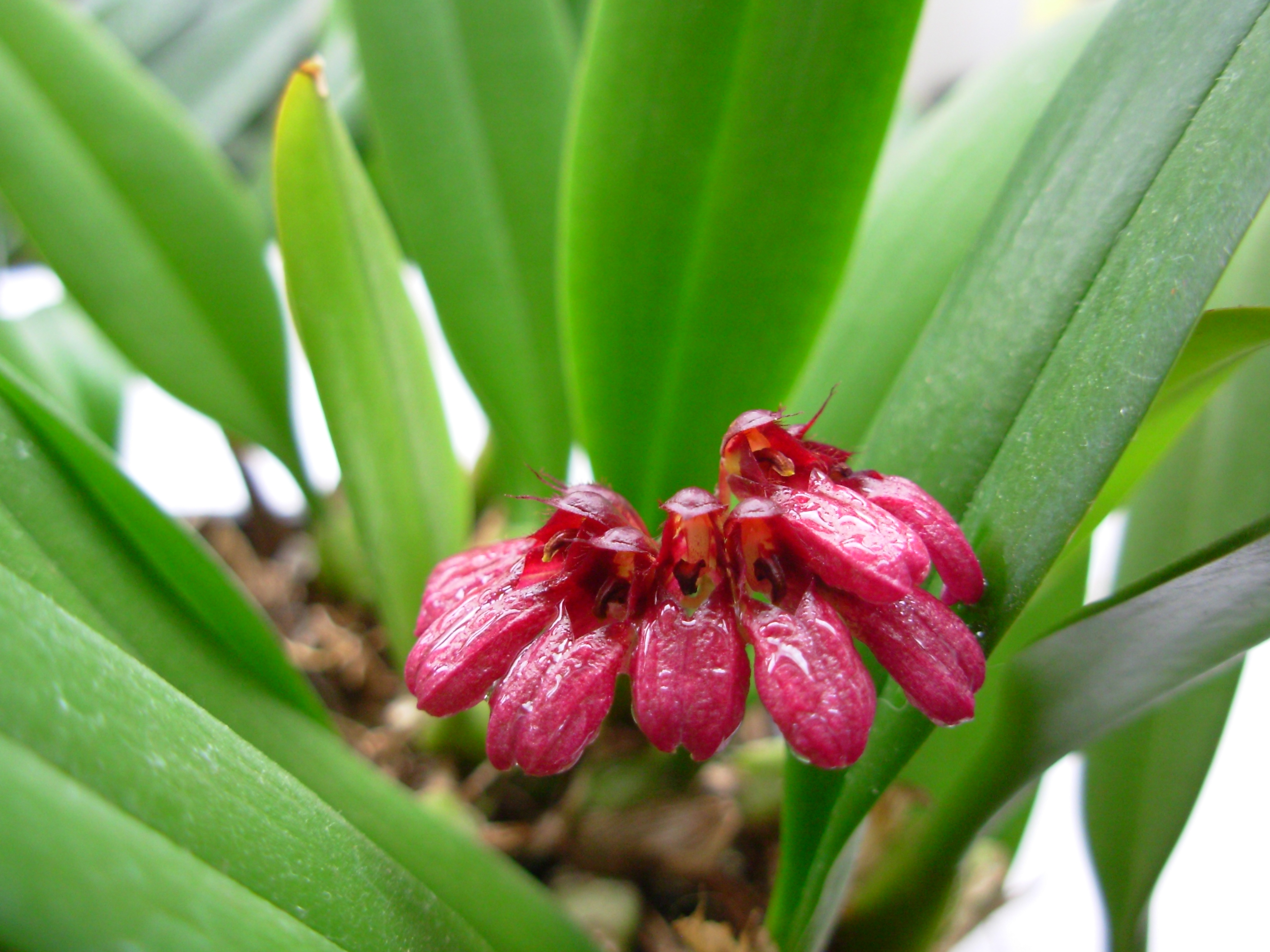
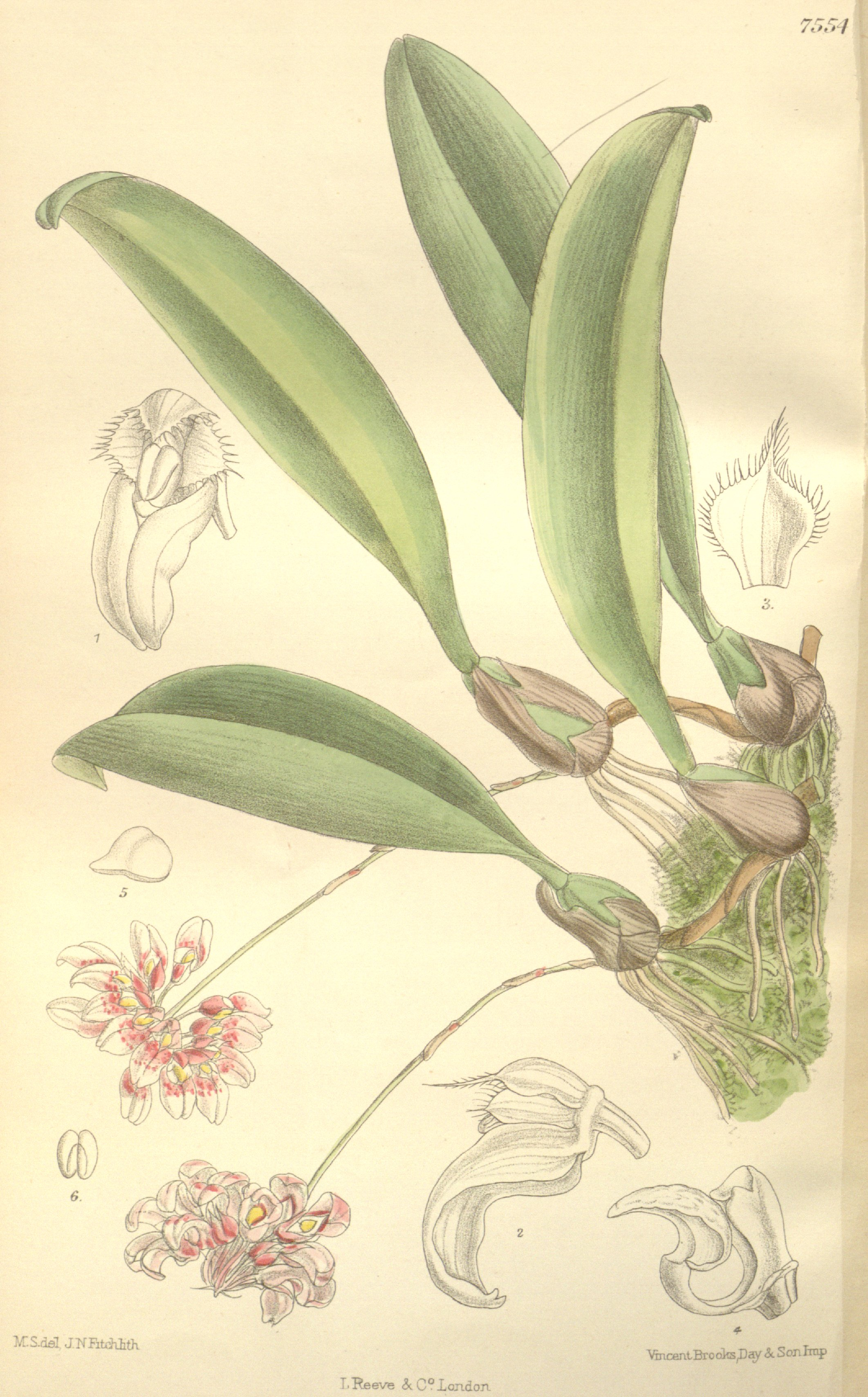